# Corrie Sanders
Cornelius Johannes Sanders (ur. 7 stycznia 1966 w Brits, zm. 23 września 2012 w Pretorii) – południowoafrykański bokser, były zawodowy mistrz świata organizacji WBO w kategorii ciężkiej.

## Kariera amatorska
Stoczył 191 walk amatorskich, wygrywając 180 z nich. Był siedmiokrotnym amatorskim mistrzem swojego kraju.

## Kariera zawodowa
2 kwietnia 1989 stoczył swoją pierwszą zawodową walkę, wygrywając przez nokaut w pierwszej rundzie z King Kong Dyubelem. Wygrał następne 22 walki, pokonując między innymi przyszłego mistrza świata WBO w kategorii junior ciężkiej, Johnny Nelsona oraz Berta Coopera.
Pierwszą porażkę zanotował 21 maja 1994, przegrywając po ciężkim nokaucie w drugiej rundzie z Natem Tubbsem.
Następnie wygrał kolejnych 13 walk, większość z nich kończąc w pierwszych dwóch rundach. Pokonał między innymi trzech byłych mistrzów świata kategorii junior ciężkiej: Carlosa De Leóna, Alfreda Cole'a i Bobby'ego Czyza.
20 maja 2000, w walce z Hasimem Rahmanem, Sanders doznał drugiej porażki w karierze, przegrywając przez techniczny nokaut w siódmej rundzie. Następnych dwóch rywali pokonał po technicznych nokautach – Michaela Sprotta w pierwszej rundzie i Otisa Tisdale'a w drugiej.
8 marca 2003 Sanders dostał szansę walki o mistrzostwo świata organizacji WBO. Obrońcą tytułu był Wołodymyr Kłyczko. Bokser z RPA wykorzystał tę okazję, zwyciężając w imponującym stylu Ukraińca przez techniczny nokaut w drugiej rundzie. Wcześniej Kłyczko cztery razy leżał na deskach.
Kilka miesięcy po tej walce zrezygnował ze zdobytego tytułu, aby móc walczyć z Witalijem Kłyczko, bratem Wołodymyra, o wakujący tytuł mistrza świata organizacji WBC. Walka odbyła się 24 kwietnia 2004. Bokser z Ukrainy wygrał przez techniczny nokaut w 8 rundzie.
Sanders stoczył w 2004 jeszcze jeden pojedynek, odnosząc zwycięstwo nad Aleksym Warakinem, po czym ogłosił zakończenie kariery z powodu kontuzji pleców. Po prawie dwóch latach nieobecności na ringu powrócił jednak do boksowania. 24 listopada 2006 wygrał z Australijczykiem Colinem Wilsonem w drugiej rundzie, a 12 maja 2007 pokonał zdecydowanie na punkty Daniela Bispo. Jednak 2 lutego 2008 już w pierwszej rundzie został znokautowany przez Osborne Machimanę i w wieku 42 lat po raz drugi ogłosił zakończenie kariery.

## Śmierć
We wrześniu 2012 Sanders doznał obrażeń w trakcie napadu rabunkowego w restauracji w Brits niedaleko Pretorii. W trakcie posiłku, gdy do środka wtargnęli uzbrojeni przestępcy, Sanders został postrzelony w brzuch. Zmarł kilka godzin później, po przewiezieniu do szpitala. W lutym 2015 trójka obywateli Zimbabwe została skazana za zabójstwo, każdy na 43 lata więzienia.